# مشروع 57
مشروع 57 هو اختبار نووي في الهواء الطلق أجرته الولايات المتحدة في ميدان نيليس للقوات الجوية في عام 1957 بعد عملية الجناح الأحمر وقبل عملية بلامبوب.
كانت منطقة الاختبار في المنطقة 13 وهي عبارة عن كتلة من الأراضي تبلغ مساحتها 10 أميال (16 كم) بمسافة 16 ميل (26 كم) متاخمة للحد الشمالي الشرقي لموقع نيفادا للأمن القومي.

## نبذة
مشروع 57 هو عبارة عن اختبار سلامة حيث تم تفجير المتفجرات العالية لسلاح نووي بشكل غير متماثل لمحاكاة تفجير عرضي حيث كان الغرض من الاختبار هو التحقق من عدم حدوث أي عائد بالإضافة إلى دراسة مدى تلوث البلوتونيوم.
كانت المنطقة الملوثة في البداية بسبب دفن المعدات الملوثة. في عام 1981 قامت إدارة الطاقة بالولايات المتحدة بتطهير الموقع وإيقاف تشغيله وتمت إزالة مئات الآلاف من الساحات المكعبة من التربة والحطام من المنطقة 13 وتم التخلص منها في منشأة نفايات في موقع اختبار نيفادا.